# Калгари
Калгари (енгл. Calgary) је град у провинцији Алберта, Канада. Налази се на југу провинције, у регији брда и платоа, око 80 километара источно од Канадских Стеновитих планина. Становништво града процењује се (2004) на 1.037.100. Калгари је највећи град у Алберти, и један од највећих у Канади. Калгари је познат по еко-туризму, а многи га посећују због зимских спортова. У граду се налази седиште канадске нискотарифне авио-компаније ВестЏет.
У Калгарију су одржане Зимске олимпијске игре 1988.

## Географија
Калгари се налази на граници канадских Стеновитих планина и прерија, што је разлог брдовитости града. Центар града се налази на 1.048 m надморске висине. Град заузима површину од 721 km². Како је клима сува, вегетација се развила само уз обале река. Кроз град протичу две реке. Већа, река Боу тече из смера запада и у центру града скреће на југ, а мања, река Елбоу долази из смера југа и улива се у реку Боу у центру града.

### Клима
| Клима (Калгари)          | Клима (Калгари) | Клима (Калгари) | Клима (Калгари) | Клима (Калгари) | Клима (Калгари) | Клима (Калгари) | Клима (Калгари) | Клима (Калгари) | Клима (Калгари) | Клима (Калгари) | Клима (Калгари) | Клима (Калгари) | Клима (Калгари) |
| Показатељ \ Месец        | .Јан.           | .Феб.           | .Мар.           | .Апр.           | .Мај.           | .Јун.           | .Јул.           | .Авг.           | .Сеп.           | .Окт.           | .Нов.           | .Дец.           | .Год.           |
| ------------------------ | --------------- | --------------- | --------------- | --------------- | --------------- | --------------- | --------------- | --------------- | --------------- | --------------- | --------------- | --------------- | --------------- |
| Средњи максимум, °C (°F) | −2,8 (27)       | −0,1 (31,8)     | 4,0 (39,2)      | 11,3 (52,3)     | 16,4 (61,5)     | 20,2 (68,4)     | 22,9 (73,2)     | 22,5 (72,5)     | 17,6 (63,7)     | 12,1 (53,8)     | 2,8 (37)        | −1,3 (29,7)     | 10,5 (50,9)     |
| Просек, °C (°F)          | −8,9 (16)       | −6,1 (21)       | −1,9 (28,6)     | 4,6 (40,3)      | 9,8 (49,6)      | 13,8 (56,8)     | 16,2 (61,2)     | 15,6 (60,1)     | 10,8 (51,4)     | 5,4 (41,7)      | −3,1 (26,4)     | −7,4 (18,7)     | 4,1 (39,4)      |
| Средњи минимум, °C (°F)  | −15,1 (4,8)     | −12 (10)        | −7,8 (18)       | −2,1 (28,2)     | 3,1 (37,6)      | 7,3 (45,1)      | 9,4 (48,9)      | 8,6 (47,5)      | 4 (39)          | −1,4 (29,5)     | −8,9 (16)       | −13,4 (7,9)     | −2,4 (27,7)     |
| [ тражи се извор ]       |                 |                 |                 |                 |                 |                 |                 |                 |                 |                 |                 |                 |                 |

## Становништво
| 1996.   | 2001.   | 2006.   | 2011.     | 2016.     |
| ------- | ------- | ------- | --------- | --------- |
| 768.082 | 878.866 | 988.193 | 1.096.833 | 1.239.220 |

Српска заједница у Калгарију броји до 5.000 припадника.

## Партнерски градови
- Финикс
- Теџон
- Наукалпан де Хуарез
- Сарајево
- Daqing
- Џајпур
- Квебек
- Mazkeret Batya